# Shonda Rhimes

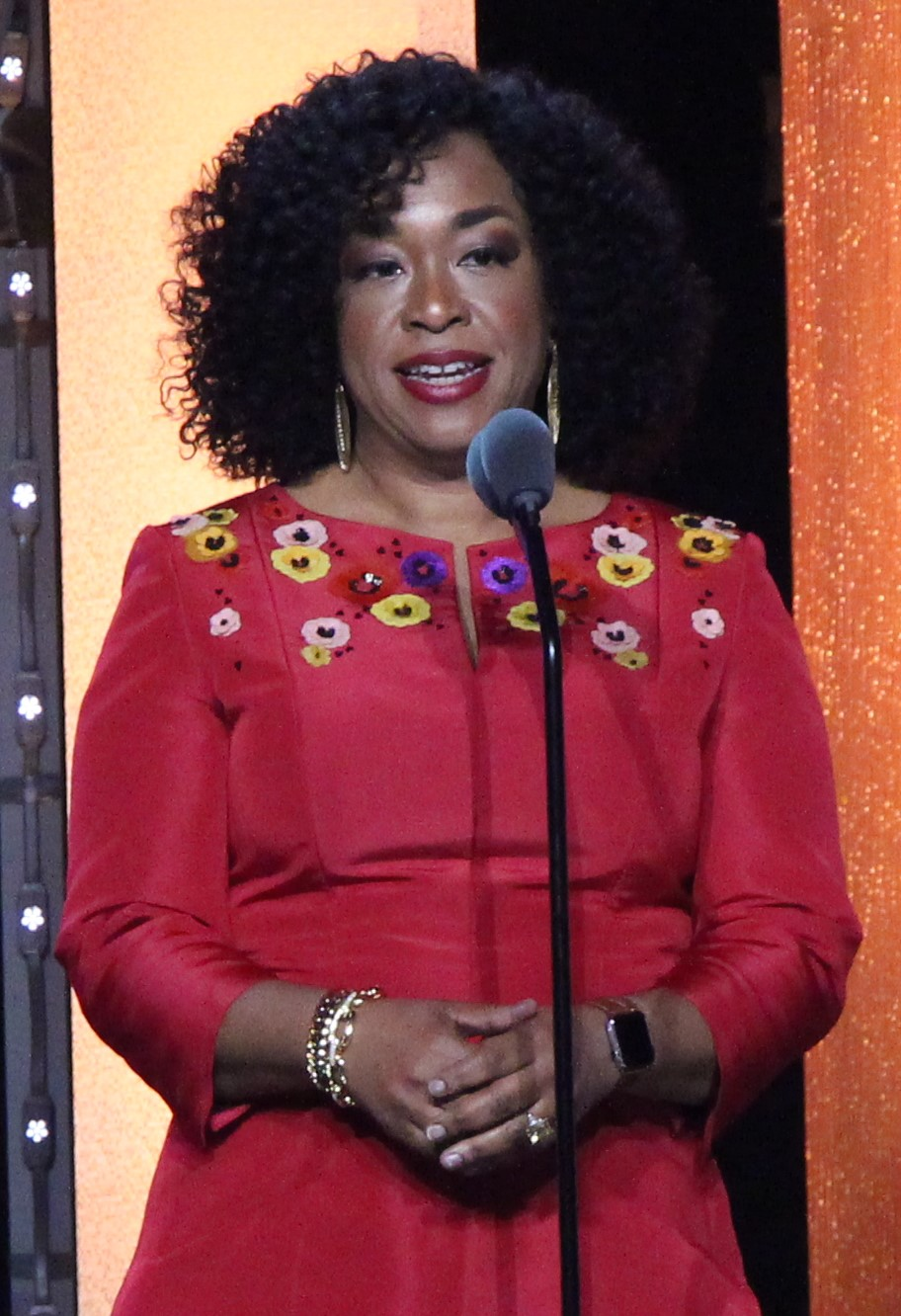
Shonda Rhimes (2016)

Shonda Rhimes (* 13. Januar 1970 in Chicago) ist eine US-amerikanische Drehbuchautorin und Produzentin von Fernsehserien. Sie produzierte die Ärzte-/Krankenhausserien Grey’s Anatomy, deren Spin-off Private Practice und die politische Thrillerserie Scandal. Außerdem produzierte sie die Serie How to Get Away with Murder und die Netflixserie Bridgerton sowie deren Prequel Queen Charlotte.

## Beruflicher Werdegang
Shonda Rhimes besuchte einige katholische Schulen. Sie machte ihren Abschluss am Dartmouth College. Später arbeitete sie in einem Chicagoer Krankenhaus als sogenannte Candy Striper (Praktikantin).  1998 schrieb Shonda Rhimes ihr erstes Drehbuch für den Film Blossoms & Veils, vier Jahre später folgten das Drehbuch zu Plötzlich Prinzessin 2 und Not a Girl – Crossroads mit Britney Spears. 2005 startete ihre Serie Grey’s Anatomy, ursprünglich als Überbrückung zwischen zwei Staffeln von Boston Legal gedacht, doch durch den Erfolg wurde die Serie ins Programm des US-amerikanischen Senders ABC aufgenommen.
2007 wurde Private Practice, ein Spin-off der Serie Grey’s Anatomy, von Shonda Rhimes entwickelt. 2011 folgte die Arztserie Off the Map sowie im Jahr 2012 Scandal mit Kerry Washington in der Hauptrolle, welche beide ebenfalls bei ABC liefen.
Im Herbst 2014 startete Rhimes’ Krimiserie How to Get Away with Murder mit Viola Davis in der Hauptrolle erfolgreich auf ABC.
2023 wurde Rhimes in die American Academy of Arts and Sciences gewählt.

## Filmografie (Auswahl)
- 1999: Rising Star (Introducing Dorothy Dandridge, Drehbuch)
- 2002: Not a Girl – Crossroads (Drehbuch)
- 2004: Plötzlich Prinzessin 2 (Drehbuch)
- seit 2005: Grey’s Anatomy (Fernsehserie, Konzept, Drehbuch und Produzentin)
- 2007–2013: Private Practice (Fernsehserie, Konzept, Drehbuch und Produzentin)
- 2011: Off the Map (Fernsehserie, Produzentin)
- 2012–2018: Scandal (Fernsehserie, Konzept, Drehbuch und Produzentin)
- 2014–2020: How to Get Away with Murder (Fernsehserie, Produzentin)
- 2016–2017: The Catch (Fernsehserie, Produzentin)
- 2018–2019: For the People (Fernsehserie, Produzentin)
- 2018–2021: Station 19 (Fernsehserie, Produzentin)
- seit 2020: Bridgerton (Fernsehserie, Produzentin)
- 2022: Inventing Anna (Fernsehserie, Produzentin)
- 2023: Queen Charlotte: Eine Bridgerton-Geschichte (Fernsehserie, Produzentin)
- 2025: The Residence (Fernsehserie, Produzentin)